# Keen’V

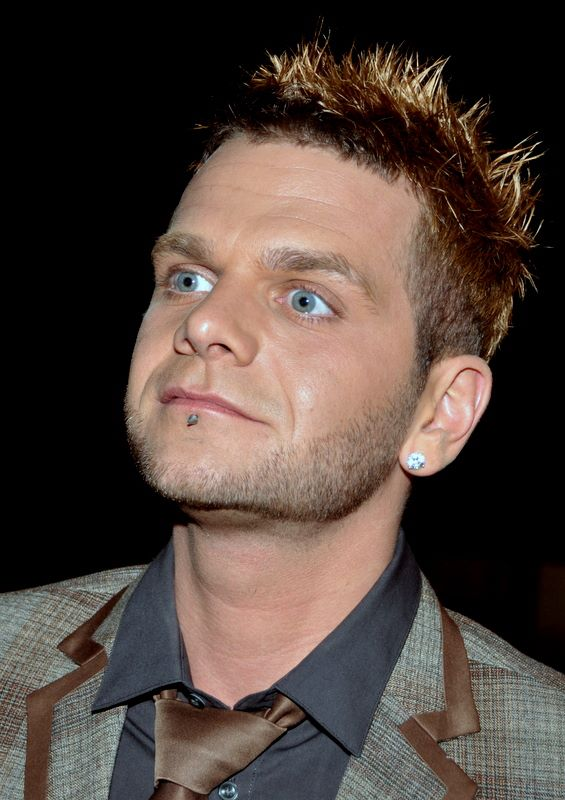
Keen’V bei den NRJ Music Awards 2013

Keen’V, bürgerlicher Name Kevin Bonnet (* 31. Januar 1983 in Rouen, Frankreich), ist ein französischer Ragga-Musiker.

## Karriere
Seine Karriere startete er mit dem Namen Keen V im Jahr 2008 mit dem Song  À l’horizontale. Es erschien auf seinem Album Phenom'N in Zusammenarbeit mit Fabrice Vanvert2. Der Durchbruch gelang ihm mit der Single J’aimerais trop im Jahr 2011, diese wurde dritte der französischen Single-Charts.
2013 nahm er an der vierten Staffel der Tanzshow Danse avec les stars teil.

## Diskografie

### Alben
| Jahr | Titel Musiklabel                                 | Höchstplatzierung, Gesamtwochen, AuszeichnungChartplatzierungen (Jahr, Titel, Musiklabel, Platzierungen, Wochen, Auszeichnungen, Anmerkungen) | Höchstplatzierung, Gesamtwochen, AuszeichnungChartplatzierungen (Jahr, Titel, Musiklabel, Platzierungen, Wochen, Auszeichnungen, Anmerkungen) | Höchstplatzierung, Gesamtwochen, AuszeichnungChartplatzierungen (Jahr, Titel, Musiklabel, Platzierungen, Wochen, Auszeichnungen, Anmerkungen) | Anmerkungen                                         |
| Jahr | Titel Musiklabel                                 | FR | BEW | CH | Anmerkungen                                         |
| ---- | ------------------------------------------------ | --- | --- | --- | --------------------------------------------------- |
| 2008 | Phenom’N ULM/Universal                           | FR88 (4 Wo.)FR | — | — | Erstveröffentlichung: 17. November 2008 als Keen V  |
| 2010 | Carpe Diem Universal                             | FR9 Platin · (67 Wo.)FR | — | — | Erstveröffentlichung: 27. September 2010            |
| 2012 | La vie est belle Universal                       | FR2 Platin · (74 Wo.)FR | BEW9 (36 Wo.)BEW | — | Erstveröffentlichung: 23. Juli 2012                 |
| 2013 | Ange ou démon Yaz/Capitol                        | FR1 Platin · (61 Wo.)FR | BEW7 (33 Wo.)BEW | CH81 (3 Wo.)CH | Erstveröffentlichung: 29. Juli 2013                 |
| 2014 | Saltimbanque YP/Capitol                          | FR1 Platin · (61 Wo.)FR | BEW7 (29 Wo.)BEW | CH75 (2 Wo.)CH | Erstveröffentlichung: 28. Juli 2014                 |
| 2015 | Là où le vent me mène Warner                     | FR1 Platin · (86 Wo.)FR | BEW12 (45 Wo.)BEW | CH44 (1 Wo.)CH | Erstveröffentlichung: 23. Oktober 2015              |
| 2017 | 7 Warner                                         | FR1 Platin · (44 Wo.)FR | BEW3 (21 Wo.)BEW | CH32 (1 Wo.)CH | Erstveröffentlichung: 3. Oktober 2017               |
| 2019 | Thérapie Warner                                  | FR2 Gold · (28 Wo.)FR | BEW13 (9 Wo.)BEW | CH93 (1 Wo.)CH | Erstveröffentlichung: 8. März 2019                  |
| 2021 | Rêver Warner                                     | FR2 Gold · (53 Wo.)FR | BEW103 (6 Wo.)BEW | CH60 (1 Wo.)CH | Erstveröffentlichung: 7. Mai 2021                   |
| 2022 | Diamant Parlophone / Warner                      | FR1 Gold · (48 Wo.)FR | BEW15 (7 Wo.)BEW | CH75 (1 Wo.)CH | Erstveröffentlichung: 8. Juli 2022                  |
| 2023 | Équilibre Parlophone / Warner                    | FR3 (14 Wo.)FR | — | — | Erstveröffentlichung: 7. Juli 2023                  |
| 2023 | Best-Of - 15ème anniversaire Parlophone / Warner | FR24 (4 Wo.)FR | BEW171 (1 Wo.)BEW | — | Erstveröffentlichung: 17. November 2023 Kompilation |

### Singles
| Jahr | Titel Album                             | Höchstplatzierung, Gesamtwochen, AuszeichnungChartplatzierungen (Jahr, Titel, Album, Platzierungen, Wochen, Auszeichnungen, Anmerkungen) | Höchstplatzierung, Gesamtwochen, AuszeichnungChartplatzierungen (Jahr, Titel, Album, Platzierungen, Wochen, Auszeichnungen, Anmerkungen) | Anmerkungen                                         |
| Jahr | Titel Album                             | FR | BEW | Anmerkungen                                         |
| ---- | --------------------------------------- | --- | --- | --------------------------------------------------- |
| 2009 | Le son qui bam bam Phenom’N             | FR19 (30 Wo.)FR | — | als Keen V                                          |
| 2011 | J’aimerais trop Carpe Diem              | FR3 Platin · (37 Wo.)FR | BEW21 (24 Wo.)BEW | Erstveröffentlichung: 11. April 2011 feat. SAP      |
| 2011 | Prince charmant La vie est belle        | FR21 (30 Wo.)FR | — | Erstveröffentlichung: 18. Juli 2011                 |
| 2012 | Les mots La vie est belle               | FR15 (28 Wo.)FR | — |                                                     |
| 2012 | Ma vie au soleil La vie est belle       | FR22 (21 Wo.)FR | BEW38 (4 Wo.)BEW | Erstveröffentlichung: 9. Juli 2012                  |
| 2012 | Petite Émilie La vie est belle          | FR— GoldFR | BEW34 (21 Wo.)BEW | Erstveröffentlichung: 20. August 2012               |
| 2013 | Ça va le faire! Ange ou démon           | FR64 (15 Wo.)FR | — | Erstveröffentlichung: 18. März 2013                 |
| 2013 | Saltimbanque                            | FR65 (21 Wo.)FR | — |                                                     |
| 2013 | La vie du bon côté Ange ou démon        | FR6 (35 Wo.)FR | BEW27 (16 Wo.)BEW | Erstveröffentlichung: 10. Juni 2013 feat. Lorelei B |
| 2014 | Dis-moi oui (Marina) Saltimbanque       | FR10 (32 Wo.)FR | BEW30 (9 Wo.)BEW | Erstveröffentlichung: 26. Mai 2014                  |
| 2014 | Certains m’appellent Saltimbanque       | FR89 (1 Wo.)FR | — |                                                     |
| 2014 | J’me bats pour toi Saltimbanque         | FR65 (13 Wo.)FR | — |                                                     |
| 2015 | Un monde meilleur Là où le vent me mène | FR50 (20 Wo.)FR | BEW50 (1 Wo.)BEW | Erstveröffentlichung: 7. September 2015             |
| 2016 | Rien qu’une fois Là où le vent me mène  | FR20 Platin · (27 Wo.)FR | BEW29 (6 Wo.)BEW | Erstveröffentlichung: 4. Januar 2016                |
| 2016 | Sally –                                 | FR136 (1 Wo.)FR | — |                                                     |
| 2016 | Celle qu’il te faut –                   | FR70 (18 Wo.)FR | — | feat. Glory                                         |
| 2017 | Elle a 7                                | FR93 Gold · (11 Wo.)FR | — | Erstveröffentlichung: 7. April 2017                 |
| 2018 | Tu réalises 7 (Deluxe)                  | FR184 (2 Wo.)FR | — |                                                     |
| 2020 | Tahiti Rêver                            | FR72 Diamant · (16 Wo.)FR | — | Erstveröffentlichung: 8. Mai 2020                   |
| 2021 | Je garde le sourire Rêver               | FR172 Gold · (3 Wo.)FR | — |                                                     |
| 2022 | Outété Diamant                          | FR37 Platin · (27 Wo.)FR | BEW47 (3 Wo.)BEW | Erstveröffentlichung: 2. Mai 2022                   |

Weitere Singles
- 2008: À l’horizontale (FR: Gold)
- 2017: Le chemin de la vie
- 2017: Un métier sérieux

### Als Gastmusiker
| Jahr | Titel Album               | Höchstplatzierung, Gesamtwochen, AuszeichnungChartplatzierungen (Jahr, Titel, Album, Platzierungen, Wochen, Auszeichnungen, Anmerkungen) | Höchstplatzierung, Gesamtwochen, AuszeichnungChartplatzierungen (Jahr, Titel, Album, Platzierungen, Wochen, Auszeichnungen, Anmerkungen) | Anmerkungen                                                       |
| Jahr | Titel Album               | FR | BEW | Anmerkungen                                                       |
| ---- | ------------------------- | --- | --- | ----------------------------------------------------------------- |
| 2016 | On s’endort Une seule vie | FR36 (16 Wo.)FR | — | Erstveröffentlichung: 19. Februar 2016 Willy William feat. Keen’V |

### Boxsets
| Jahr | Titel Musiklabel    | Höchstplatzierung, Gesamtwochen, AuszeichnungChartplatzierungen (Jahr, Titel, Musiklabel, Platzierungen, Wochen, Auszeichnungen, Anmerkungen) | Höchstplatzierung, Gesamtwochen, AuszeichnungChartplatzierungen (Jahr, Titel, Musiklabel, Platzierungen, Wochen, Auszeichnungen, Anmerkungen) | Höchstplatzierung, Gesamtwochen, AuszeichnungChartplatzierungen (Jahr, Titel, Musiklabel, Platzierungen, Wochen, Auszeichnungen, Anmerkungen) | Anmerkungen                        |
| Jahr | Titel Musiklabel    | FR | BEW | CH | Anmerkungen                        |
| ---- | ------------------- | --- | --- | --- | ---------------------------------- |
| 2015 | Coffret 5CD Capitol | FR10 (20 Wo.)FR | — | — | CD-Box mit den ersten fünf Alben   |
| 2022 | 4 albums coffret    | FR138 (1 Wo.)FR | — | — | Erstveröffentlichung: 8. Juli 2022 |

## Auszeichnungen für Musikverkäufe
Anmerkung: Auszeichnungen in Ländern aus den Charttabellen bzw. Chartboxen sind in ebendiesen zu finden.
| Land/RegionAuszeichnungen für Musikverkäufe (Land/Region, Auszeichnungen, Verkäufe, Quellen) | Gold     | Platin     | Diamant  | Verkäufe  | Quellen         |
| -------------------------------------------------------------------------------------------- | -------- | ---------- | -------- | --------- | --------------- |
| Frankreich (SNEP)                                                                            | 7× Gold7 | 9× Platin9 | Diamant1 | 2.083.333 | snepmusique.com |
| Insgesamt                                                                                    | 7× Gold7 | 9× Platin9 | Diamant1 |           |                 |

## Auszeichnungen
- NRJ Music Awards: französischer Newcomer des Jahres 2012